# Pedley (California)
Pedley fue un lugar designado por el censo ubicado en el condado de Riverside en el estado estadounidense de California. En el año 2000 tenía una población de 11.207 habitantes y una densidad poblacional de 842.6 personas por km². El 1 de julio de 2011 se incorporó con otros lugares designados por el censo para formar la ciudad de Jurupa Valley.

## Geografía
Pedley se encuentra ubicado en las coordenadas 33°58′41″N 117°28′10″O / 33.97806, -117.46944. Según la Oficina del Censo, la ciudad tiene un área total de 13,3 km² (5,1 mi²), de la cual 13,2 km² (5,1 mi²) es tierra y 0,1 km² (0 mi²) es agua.

## Demografía
Los ingresos medios por hogar en la localidad eran de $60,567, y los ingresos medios por familia eran $63,239. Los hombres tenían unos ingresos medios de $40,227 frente a los $26,508 para las mujeres. La renta per cápita para la localidad era de $20,623. Alrededor del 8.7% de la población estaban por debajo del umbral de pobreza.